# Collision aérienne du Grand Canyon (1986)
Cet article concerne l'accident de 1986. Pour celui de 1956, voir Collision aérienne du Grand Canyon.
Le 18 juin 1986, une collision aérienne s'est produite lorsque le vol Grand Canyon Airlines 6, assuré par un De Havilland Canada DHC-6 Twin Otter, est entré en collision avec un hélicoptère Bell 206, effectuant le vol Helitech 2, au-dessus du parc national du Grand Canyon. Les 25 passagers et membres d'équipage à bord des deux appareil ont tous péri dans l'accident. 
Cet accident est resté catastrophe aérienne le plus meurtrière survenu sur le sol américain impliquant un hélicoptère pendant près de 40 ans, avant d'être lui-même surpassé par la collision aérienne de Washington, survenue en janvier 2025.

## Accident
Le matin du 18 juin, le vol 6 de Grand Canyon Airlines (en) a décollé de l'aéroport du parc national du Grand Canyon (en) à 8h55 pour un vol touristique au-dessus du parc national du Grand Canyon avec deux pilotes et 18 passagers à bord ; les pilotes effectuaient alors leur deuxième vol panoramique de la journée. 

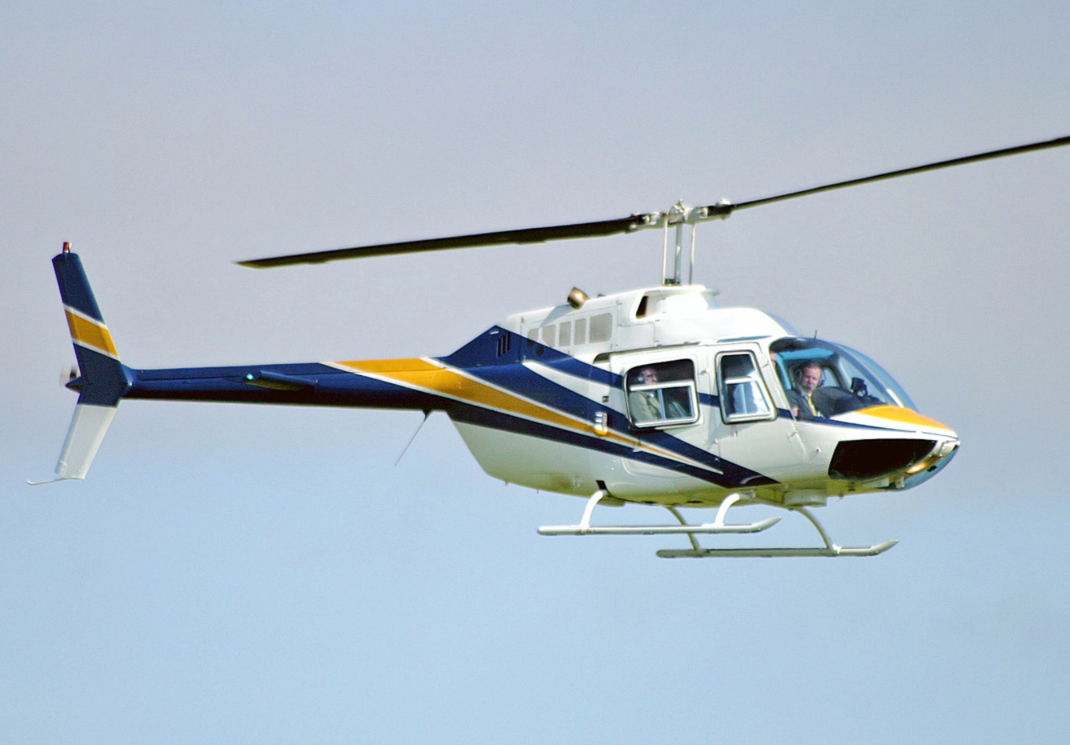
Un Bell 206, semblable à celui impliqué dans l'accident.

À 9h13, le vol Helitech 2 a décollé de l'héliport de la compagnie, basé à Tusayan, en Arizona, pour un vol touristique d'une trentaine de minutes. 
Vers 9h33, à une altitude d'environ 6 500 pieds (2 000 m), le Bell 206 et le DHC-6 sont entrés en collision, avec l'hélicoptère arrivant à gauche du Twin Otter et les deux appareils se déplaçant presque à angle droit l'un par rapport à l'autre. Le rotor principal de l'hélicoptère a heurté le train d'atterrissage avant et la queue du Twin Otter ; le rotor principal du Bell 206 a été arraché et désintégré sous la violence du choc et la queue du Twin Otter s'est détachée du fuselage, provoquant le crash des deux appareils. 
Les 20 passagers et membres d'équipage du vol 6, ainsi que le pilote et les quatre passagers à bord du vol 2, ont tous été tués dans l'accident.

## Enquête
Les enquêteurs du Conseil national de la sécurité des transports (NTSB) ont constaté qu'aucun des pilotes à bord des deux appareil n'étaient parvenus à assurer visuellement une séparation adéquate entre eux, ce qui communément appelée la règle du « voir et éviter » ; ils n'ont en revanche pas pu déterminer pourquoi cela s'est produit, en raison du manque de données de vol disponibles (il n'y avait aucune exigence, à l'époque, concernant la présence d'enregistreur de vol à bord des avions effectuant des vols touristiques). 
L'enquête sur cette collision en vol a également révélé que le nombre limité de points d'intérêt dans le Grand Canyon conduisait la plupart des vols touristiques à se concentrer au-dessus de ces points, augmentant alors le risque de collision ; et a recommandé à la Federal Aviation Administration (FAA) de mieux réglementé la séparation entre les différents itinéraires de vol impliquant des avions et des hélicoptères. 
À la suite de l'accident, la FAA a imposé des modifications concernant l'exploitation des vols touristiques au-dessus du Grand Canyon.